# فيليب بيرغ
فيليب بيرغ (بالسويدية: Filip Berg)‏ هو ممثل سويدي، ولد في 2 أكتوبر 1986 في السويد.

## وصلات خارجية
- فيليب بيرغ على موقع IMDb (الإنجليزية)
- فيليب بيرغ على موقع ميتاكريتيك (الإنجليزية)
- فيليب بيرغ على موقع روتن توميتوز (الإنجليزية)
- فيليب بيرغ على موقع ألو سيني (الفرنسية)
- فيليب بيرغ على موقع أول موفي (الإنجليزية)
- فيليب بيرغ على موقع قاعدة بيانات الأفلام السويدية (السويدية)
- فيليب بيرغ على موقع قاعدة بيانات الفيلم (الإنجليزية)
- فيليب بيرغ على موقع كينوبويسك (الروسية)